# Петровка (Астраханський район)
Петро́вка (каз. Петровка) — село у складі Астраханського району Акмолинської області Казахстану. Адміністративний центр Ніколаєвського сільського округу.
Населення — 801 особа (2021; 1130 у 2009, 1190 у 1999, 1314 у 1989).
Національний склад станом на 1989 рік:
- казахи — 39 %;
- німці — 20 %.